# Асквит, Герберт Диксон
Герберт Диксон Асквит (англ. Herbert Dixon Asquith; 11 марта 1881 — 5 августа 1947) — английский поэт, писатель
 и юрист. Офицер-артиллерист, участник Первой мировой войны.

## Биография
Родился 11 марта 1881 года. Был вторым сыном Герберта Генри Асквита, премьер-министра Великобритании с 1908 по 1916 год, с которым его часто путают — и младшим братом Рэймонда Асквита. Его жена Леди Синтия Асквит, на которой он женился в 1910 году, была дочерью Хьюго Ричарда Чартериса, 11-го графа Вемисса и Мэри Констанс Уиндхэм. Супруга Асквита также занималась писательской деятельностью.
Окончил Оксфордский университет, был президентом Оксфордского союза студентов. Получил юридическое образование, с 1907 года работал адвокатом. В Первую мировую войну служил в Королевском полку артиллерии на Западном фронте в звании капитана. Опыт войны оказал сильное влияние на жизнь писателя и его творческую деятельность. Среди самых известных его произведений — стихотворения «Доброволец» (The Volunteer) и «Павший субалтерн» (The Fallen Subaltern); последнее было написано им в память погибшим воинам; другое его стихотворение под названием «Мир пришёл к солдатам» (Soldiers at Peace) было положен на музыку известным ирландским композитором Иной Бойл.
Среди самых популярных его произведений, написанных в прозе — романы Молодой Орланд (Young Orland), сюжет которого разворачивается во время Первой мировой войны и непосредственно после её окончания; Конец ветра (Wind’s End); Мэри Дэллон (Mary Dallon); и Рун (Roon).